# Benthenchelys cartieri
Benthenchelys cartieri är en fiskart som beskrevs av Fowler, 1934. Benthenchelys cartieri ingår i släktet Benthenchelys och familjen Ophichthidae. Inga underarter finns listade.